# Campionato mondiale giovanile di scherma 1979
Il Campionato mondiale juniores di scherma del 1979 ("1979 World Juniors Fencing Championships") è stato organizzato dalla Federazione internazionale della scherma e si è svolto a South Bend in Stati Uniti d'America dal 12 al 16 aprile.
Nel fioretto, si sono aggiudicati i titoli del campionato mondiale l'italiano Andrea Borella, che ha battuto in finale il tedesco Matthias Gey, e l'italiana Anna Rita Sparaciari che ha avuto la meglio sulla l'italiana Dorina Vaccaroni.
Nella spada il sovietico Igor Kutcheriavyi ha battuto in finale il polacco Andrzej Lis, ottenendo il titolo mondiale juniores maschile.
Nella sciabola il tedesco Imre Bujdoso prevale sul il sovietico Andrey Alshan.

## Podi

### Uomini
| Specialità  | Oro               | Argento       | Bronzo            |
| Individuali |                   |               |                   |
| Fioretto    | Andrea Borella    | Matthias Gey  | Mauro Numa        |
| Spada       | Igor Kutcheriavyi | Andrzej Lis   | Viktor Latõšev    |
| Sciabola    | Imre Bujdoso      | Andrey Alshan | Sergey Koryashkin |

### Donne
| Specialità  | Oro                  | Argento          | Bronzo          |
| Individuali |                      |                  |                 |
| Fioretto    | Anna Rita Sparaciari | Dorina Vaccaroni | Zsuzsanna Szőcs |

## Medagliere
| Pos.   | Nazione          | Oro | Argento | Bronzo | Totale |
| ------ | ---------------- | --- | ------- | ------ | ------ |
| 1      | Italia           | 2   | 1       | 1      | 4      |
| 2      | Unione Sovietica | 1   | 1       | 2      | 4      |
| 3      | Germania         | 1   | 1       | 0      | 2      |
| 4      | Polonia          | 0   | 1       | 0      | 1      |
| 5      | Ungheria         | 0   | 0       | 1      | 1      |
| Totale | Totale           | 4   | 4       | 4      | 12     |